# Eskdale (Schiff)
Die Eskdale (Kennung: L36) war ein Geleitzerstörer der britischen Hunt-Klasse vom Typ III, der für die britische Royal Navy gebaut wurde, dann aber 1942 kurz vor der Fertigstellung der Norwegischen Exilmarine als zweiter Geleitzerstörer der Hunt-Klasse übergeben und von dieser mit norwegischer Besatzung unter britischem Oberbefehl bis zu ihrer Versenkung durch deutsche Schnellboote am 14. April 1943 vor Lizard Point eingesetzt wurde. Beim Untergang des Schiffes ließen 25 Mann der 180-köpfigen Besatzung ihr Leben.

## Geschichte des Schiffes
Das Schiff wurde als Geleitzerstörer vom Typ III der Hunt-Klasse im Rahmen des britischen Kriegshaushalts von 1940 bei Cammell, Laird & Company in Birkenhead zusammen mit einem Schwesterschiff bestellt. Für die Bauwerft, die schon den Auftrag für das Typschiff der Hunt-Klasse Atherstone erhalten hatte, war es die letzte Bestellung von Schiffen der Klasse, von der sie zehn Schiffe fertigte. Die Kiellegung des Neubaus mit der Baunummer 1080 erfolgte am 18. Januar 1941. Erst am 16. März 1942 lief er dann als Eskdale vom Stapel und kam am 31. Juli 1942 unter einer norwegischen Besatzung in Dienst als Ersatz für die der norwegischen Marine überlassene Newport, einen nicht mehr einsetzbaren ehemals amerikanischen Zerstörer der Town-Klasse. Der von den Norwegern im März 1941 übernommene Vier-Schornsteiner war zum wiederholten Mal seit März 1942 in der Reparatur.
Das unmittelbare Schwesterschiff Glaisdale (Baunummer 1081, Kiellegung am 4. Februar 1941, Stapellauf 5. Januar 1942) war schon am 23. Dezember 1941 der norwegischen Marine auf Leihbasis zur Verfügung gestellt und am 12. Juni 1942 mit einer norwegischen Besatzung in Dienst gestellt worden.

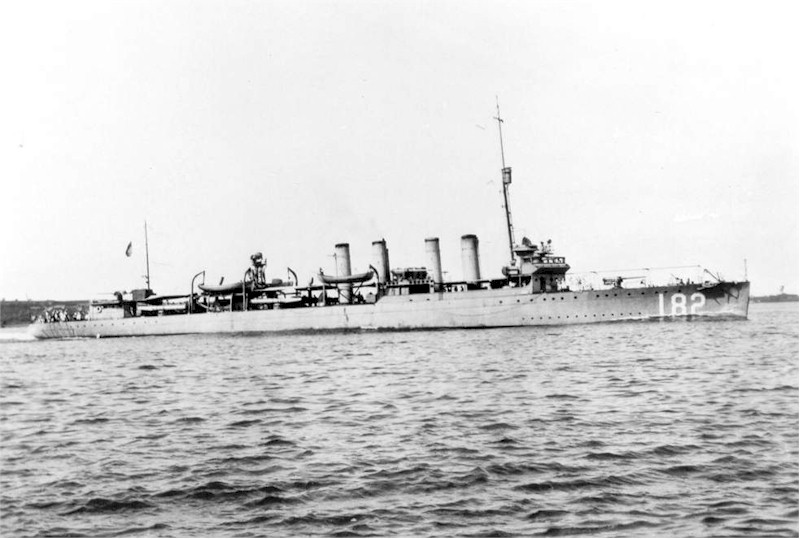
USS Thomas (DD182)

Die größten Schiffe der norwegische Marine Ende Juli 1942 waren neben den beiden Hunt-Zerstörern die St. Albans (ex-US-Zerstörer Thomas) der Wickes-Klasse und fünf Korvetten der Flower-Klasse.

### Kriegseinsätze
Die Eskdale wurde zur Ausbildung der Besatzung erst zur Home Fleet nach Scapa Flow kommandiert und sicherte vom 2. bis 6. September 1942 den Nordmeer-Geleitzug PQ 18 mit den alten Flottillenführern Campbell und Malcolm sowie dem Hunt-Zerstörer Farndale von Loch Ewe bis Island. Nach diesem Einsatz kam sie zur britischen 1. Zerstörerflottille nach Portsmouth, wo schon die früher in Dienst gekommene Glaisdale eingesetzt wurde. In der Nacht zum 14. Oktober 1942 verhinderten die beiden norwegischen und drei britische Hunt-Zerstörer (Cottesmore, Quorn und Albrighton) mit acht britischen Schnellbooten den Durchbruch des stark gesicherten Hilfskreuzers Komet durch den Kanal; die Komet wurde von MTB 236 mit zwei Torpedos versenkt und sank mit ihrer gesamten Besatzung.
Am 12. Dezember 1942 kam es in der südlichen Nordsee zu einem Gefecht zwischen deutschen Sperrbrechern und den Zerstörern Whitshed, Worcester, Vesper, Brocklesby, Albrighton und Eskdale, wobei die Eskdale vor Le Tréport den Sperrbrecher 144 ex Beijerland (387 BRT) und die Whitshed den Sperrbrecher 178 ex Gauss (1236 BRT) mit Torpedos versenkten. Während des Gefechts fielen auf der Eskdale vier Mann und sieben wurden schwer verletzt.
Am 14. April 1943 griff die deutsche 5. Schnellboot-Flottille mit sechs Booten vor Lizard Head den aus sechs Schiffen gebildeten, britischen Konvoi PW 323 an, der durch die beiden norwegischen Zerstörer Glaisdale und Eskdale sowie zwei norwegische und drei britische Trawler gesichert wurde. S 121 torpedierte den britischen Frachter Stanlake (1742 BRT), den anschließend S 90 und S 82 vernichteten. S 90 traf die Eskdale mit zwei Torpedos, die danach von S 65 und S 112 endgültig auf der Position Koordinaten: 50° 3′ 18″ N, 4° 54′ 48″ W versenkt wurde. 25 Mann der Eskdale kamen ums Leben, 155 Schiffbrüchige konnten gerettet werden.